# 庫賓卡
庫賓卡（俄语：Ку́бинка）是俄羅斯莫斯科州西部奥金佐沃区的一個城市。位於莫斯科以西63公里。2024年人口23,472人。
2004年建市，以军事工业闻名。著名的库宾卡坦克博物馆和俄罗斯空军的库宾卡空军基地也是在此。俄罗斯武装力量总教堂也设于此地。